# City of Devonport
City of Devonport är en kommun i Australien. Den ligger i delstaten Tasmanien, i den sydöstra delen av landet, omkring 200 kilometer nordväst om delstatshuvudstaden Hobart. Antalet invånare var 24 696 vid folkräkningen 2016.
Utöver staden Devonport finns även orterna Spreyton, Leith, Don och Forth i City of Devonport.